# Chimica organica fisica
La chimica organica fisica è quella branca della chimica che si interessa dei rapporti tra struttura e reattività dei composti organici. Può essere considerata lo studio della chimica organica usando strumenti e concetti propri della chimica fisica, quali equilibrio chimico, cinetica chimica, termochimica e chimica quantistica. Il termine chimica organica fisica è comunemente attribuito a Louis Hammett, che lo usò nel titolo di un libro nel 1940.
I due principali temi della chimica organica fisica sono struttura e reattività:
- Lo studio della struttura inizia dal legame chimico, con particolare enfasi su fattori come ingombro sterico e aromaticità, che sono importanti per la stabilità di molecole organiche. Altri argomenti che riguardano la struttura sono la stereochimica e la conformazione delle molecole. La struttura supramolecolare è eventualmente considerata usando forze intermolecolari e legami idrogeno. Anche la chimica acido-base delle molecole viene studiata dal punto di vista della struttura, considerando i fenomeni di risonanza e gli effetti induttivi, utilizzando le relazioni con l'energia libera.
- Lo studio della reattività si incentra sul meccanismo delle reazioni organiche. Per determinare la sequenza di processi elementari che compongono la reazione si utilizzano cinetica chimica, spettroscopia, effetti isotopici e chimica quantistica. Alcune tipologie principali di processi elementari sono addizione, eliminazione, sostituzione e reazioni pericicliche. Il meccanismo è in genere descritto con frecce che indicano il flusso di elettroni e gli spostamenti di legami o utilizzando superfici di energia potenziale. La reattività di sostanze organiche può essere modificata anche sfruttando effetti del solvente o con metodi fotochimici.

Struttura e reattività sono coinvolte anche nello studio degli intermedi di reazione, cioè delle specie che compaiono nei meccanismi di reazione. Tra i tipi più interessanti di intermedi vi sono carbocationi, carbanioni, radicali liberi e carbeni. In genere questi intermedi non vengono isolati, ma la loro presenza è dedotta da evidenze stereochimiche, o con metodi spettroscopici, o anche con trappole chimiche. In alcuni casi si riesce ad isolare queste specie chimiche usando temperature molto basse (criochimica) o tramite isolamento in matrice. Si possono anche creare particolari derivati che sono stabilizzati sfruttando caratteristiche chimiche come la risonanza, come nel caso del radicale trifenilmetile.